# قرار مجلس الأمن التابع للأمم المتحدة رقم 174
قرار مجلس الأمن التابع للأمم المتحدة رقم 174، الذي اعتمد بالإجماع في 12 سبتمبر 1962، بعد النظر في طلب جامايكا للانضمام إلى عضوية الأمم المتحدة، أوصى المجلس الجمعية العامة بقبول جامايكا.